# 奥雷莫
奥雷莫（法語：Oresmaux，法語發音：[ɔʁemo]）是法国上法蘭西大區索姆省的一个市镇，属于亚眠区。

## 地理
奥雷莫（49°46'5"N, 2°16'16"E）面积11.03 平方千米，位于法国上法蘭西大區索姆省，该省份为法国北部沿海省份，北起加来海峡省和北部省，西接滨海塞纳省和大西洋英吉利海峡，南至瓦兹省，东临埃纳省。
与奥雷莫接壤的市镇（或旧市镇、城区）包括：埃塞尔托、格拉特庞什、瑞梅勒、吕米尼、圣索夫略、奥德塞勒。

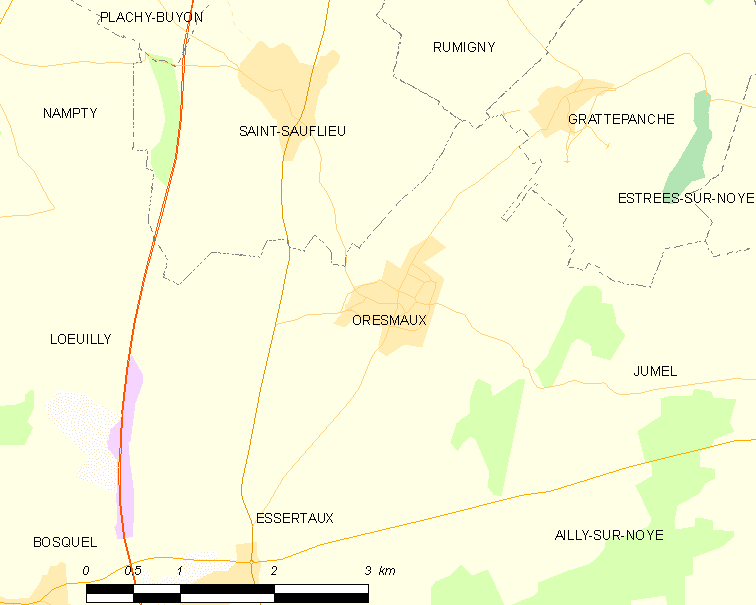
奥雷莫的OSM定位图

奥雷莫的时区为UTC+01:00、UTC+02:00（夏令时）。

## 行政
奥雷莫的邮政编码为80160，INSEE市镇编码为80611。

## 政治
奥雷莫所属的省级选区为努瓦河畔阿伊县。

## 人口

1962-2008年间奥雷莫人口变化图示

奥雷莫于2022年1月1日时的人口数量为978人。